# 白猫テニス
『白猫テニス』（しろねこテニス、略称：白テニ）は、株式会社コロプラから配信されているAndroid・iOS用ゲームアプリ。同社のゲームアプリ『白猫プロジェクト』のスピンオフ作品である。基本プレイ無料で、アイテム課金が存在する。
2016年7月31日にAndroid版、iOS版が配信開始された。

## 概要
『白猫プロジェクト』のキャラクターを操作してテニスをプレイする、スポーツアクションゲーム。対CPU戦のコンテニューやガチャを引くのに必要な「ジュエル」がある。ジュエルは、課金による購入またはログインボーナスで手に入れることができる。また、ガチャは「ガチャチケット」でも引くことができるが、ジュエルと異なり有効期限がある。
本作は白猫プロジェクトと同様、体力・行動ポイントなどのスタミナ制を廃止している。コントローラーには白猫プロジェクトと同様、「ぷにコン」が採用されており、スライドやタップをすることで移動やスイングといったアクションを行うことができる。シングルスはオンライン対戦と対CPU戦、ダブルスはオンライン対戦となる。

## 評価
2016年7月31日のサービス開始から2日後に累計利用者数が100万人を突破した。また、その後も2018年4月17日に利用者数1000万人を達成している。同年、配信されたアプリの中からファミ通App編集部が選ぶ、2016年のベストゲームに選出された。

## ゲームシステム

### テニスの試合
プレイヤーをスワイプで移動させ、タップまたはフリックで返球するコースやスピンとロブまたはスライスとドロップを打ち分ける。スピン（ロブ）とスライス（ドロップ）は球種選択ボタンをタップすることで切り替える。スタミナゲージがあり、返球と移動によって減少し、一定以下になると移動速度が低下する。スタミナは審判がランダムで投げ入れるドリンクを取ることで回復する。試合中返球するごとでスーパーショットのゲージが増え、これが溜まるとキャラごとに異なるスーパーショットが使用できる。
シングルス
3キャラ1チームで対戦する。ポイント間でキャラ交代でき、スーパーショットのゲージはチーム共通。オンライン対戦と対CPU戦がある。
ダブルス
チームのリーダーのみ使用可能。2対2のオンライン対戦のみ。

### ゲームモード

#### タワー
オンライン対戦で5ポイント先取タイブレーク形式のシングルスの試合を行う。試合をするとキャラやギアの成長に使用するルーン、ゴールド、テニソウルを獲得できる。試合に勝利すると鍵を入手し、鍵を一定数集めると次の階へ上がることができる。初めて到達した階ではガチャポイントがもらえる。最上階に到達すると全国ランキングに参加できレーティング戦となる。全国ランキングは二週間ごとに切り替わる。（最上階は１５０階である）

#### イベント
イベントは期間限定で開催される。タワー形式の他、トーナメントや連続5試合の結果を競うRISING STAR MATCHなどがある。試合をすると通常のルーンの他、イベント用キャラを育てたりアイテムと交換できたりするイベント専用ルーンが獲得できるイベントもある。一定の条件を満たすとガチャポイントやビクトリーメダルなどのアイテムがもらえる。

#### フレンドマッチ
特定のプレイヤーと番号入力を通じて試合を行う。2人対戦のシングルスと4人参加のダブルスがある。タイブレーク制以外にゲーム先取制を選べたり、コートを自由に設定することができる。

#### トレーニング
取得していないキャラを使うことができる対CPU戦のキャラトレーニング、特定の球種を打ち返すマシントレーニング、オンライン対戦での練習試合となるフリーマッチを行える。

#### ツアー
主人公達が各地の島を訪れテニスの試合をする対CPU戦のモード。試合形式は通常は1ゲーム先取、ボス戦は2ゲーム先取のシングルスで行う。最初は「スタンダード」だけだが、エリアをクリアすると「プロクラス」、「スタークラス」が解放される。一部のイベントはこの形式で行われる。

#### 狙いうち！トレーニングマッチ
特定のルーンやゴールドを獲得するためのマシントレーニングのモード。

#### ガチャ
ジュエルまたはガチャチケットを消費することでガチャが引ける。ガチャチケットはガチャポイントが100貯まると1枚入手でき、ガチャポイントは対CPU戦の初回クリア報酬やゲーム内ミッションのクリアなどの方法で入手できる。
☆1〜☆5まで存在するレアリティの内、基本的に☆2〜☆5が排出される。
キャラガチャ
ジュエル25個またはガチャチケット1枚で引ける。10回分のジュエルかガチャチケットを使用して1回多く引くことができる10+1連ガチャも存在する。ガチャによっては神気解放後や神気転生後かつレベル100（☆5）の状態で出現する場合もある。既に入手済みのキャラを引いた場合、代わりにキャラの限界突破に使用できる虹のルーンを入手できる。☆2は虹のルーン、☆3は虹のハイルーン、☆4と☆5は虹のスタールーンに変換される。また、ジュエルで１０連するとキャラが確定でもらえる時もある
ギアガチャ
ジュエル25個またはガチャチケット1枚で2回分引ける。10回分のジュエルかガチャチケットを使用して2回多く引くことができる20+2連ガチャも存在する。
ガチャによっては一部の☆4ギアが最終進化がされた☆5の状態で登場することもある。☆4ギアにはキャラをモチーフとしない物も登場する。

#### ギアショップ
キャラが装備するギアを強化することが可能。ギアはラケットとシューズの二種類あり、それぞれ一つずつキャラに装備させることができる。ギアの売却もここで行える。
強化
ゴールドを消費して、ギアのレベルを上げる。レベルを上げることで攻撃力などのパラメータが上昇する。レアリティによって最大レベルが異なる。最大レベルまで強化した武器は進化が可能になる。
進化
ギアをより強いものに進化させる。最大レベルまで強化している必要があり、ゴールドとルーンを消費する。進化が特定の段階に達するとレアリティの星が1つ上がり、ラケットはギアショット、シューズは2つ目のオートスキルが解放される。
スキル解放
ベースとなるギアに素材となるギアを合成することで合成値が上昇し、一定の値に達する度に最大3つまでスロットスキルの解放できる。
スキルチェンジ
ギア1つの全てのスロットスキルをランダムで別のスキルへ変化させる。実行にはギアスタールーンが必要。アンカールーンというものでスキル固定して変えることができる
売却
ギアを売却し、ゴールドを得る。ただし、強化や進化が施されていた場合でも費用は還元されず、使用したルーンも返却されない。
交換
自分の持っている☆4、☆5のギアの中から4つを選び、その時点のガチャ内にある好きな☆4ギア1つと交換できる。交換に選べる武器は、ガチャで引いた元々のレアリティが星4以上のギアのみだが、イベントやミッション達成でもらえるメモリアルラケット・シューズや儚き時のラケット・シューズも代用とすることができる。ただし、儚き時のラケット・シューズには交換に出せる使用期限がある。ガチャ以外で入手したその他の☆4ギア（ストーリー・イベント、交換やプレゼントで入手した武器）、使用期限が過ぎた儚き時のラケット・シューズ、☆3から進化させた武器は交換に使用できない。

#### 交換所
ミッションの達成やイベント報酬でもらえるビクトリーメダルをガチャポイントやメモリアルラケット・シューズなど様々なアイテムと交換できる。また、期間限定で一部のイベントルーンもアイテムと交換できる。（毎月１日の夜中の０時にガチャポイントが更新される）

#### チームタウン
タワーを10階まで到達するとチームタウンに参加でき、20階まで到達すれば自分でチームタウンを作成できる。チームタウンでできることはチームメンバーとのチャット、チームメンバーとのダブルス、建物の設置とレベルアップ、特定の条件を達成することで報酬がもらえるチームタウンミッションなどがある。
チームでリーグランキングに参加し、チーム対抗選手権の勝敗でレーティングが上下する。週に一度成績によってリーグが昇格・残留・降格する。
建物にはキャラのステータスアップやゴールド獲得など様々な効果を持っている。建物のレベルアップにはチームルーンを消費し、その後時間経過でレベルアップする。設置しきれなくなった建物やデコレーションは倉庫にしまうことができる。
ホームコート
飛行島の中央に存在するチームの拠点。チームメンバーとのフレンドマッチやチーム対抗選手権、チームイベントの参加ができる。レベルを上げることで、島が開拓されていき、建物を建てられるスペースが増えていく。移動・撤去共に不可能。
ゴールド鉱
時間経過でゴールドを獲得できる。レベルが上がると、生産速度と貯蓄量がアップする。貯まったゴールドは手動で回収する必要がある。最大4つまで建てられる。
テニソウル精製所
時間経過でテニソウルを獲得できる。レベルが上がると、生産速度と貯蓄量がアップする。ゴールド鉱と同様、貯まったテニソウルは手動で回収する必要がある。最大4つまで建てられる。
訓練所
特定のタイプのキャラのサーブ・ストローク・テクニックがアップする。全タイプごとに存在し、それぞれ4つまで建てられる。
キャラの像
タウンで取得したイベント限定ルーンの数を争うランキングイベントの成績によって取得できる。効果はテニソウルの精製。一部イベント配布の建物扱いのものもある。
イベント配布の建物
チームメンバーがイベントを初めてプレイしたときに貰える建物。そのストーリーらしいデザインで、効果はステータスの上昇。建物ごとに上がるタイプやステータスが異なる。レベルアップにはそのイベント限定のルーンが一定個数必要である。

## キャラクター
白猫プロジェクトと同様に、キャラクターにはそれぞれソウルボードが存在し、ソウルボードのマスで必要数のルーンとテニソウルを消費し能力を獲得することで成長していく（ソウルボード中心付近を除き、ルーンやソウルの代わりにジュエルを使用することも可能）。能力はソウルボートの中心付近から順に獲得することができ、中心から離れるほど、多くのルーンとテニソウルが必要になっていく。

成長するステータスは、サーブ、ストローク、テクニック、スタミナ、スピードといったものの他に、特殊なショットやオートスキルを習得したり、スーパーショットの制限回数をなくすことができる。また、ギアを装備することでステータスを上げたり、ギアのオートスキルの付与などがされ、さらにキャラを強化することができる。

### 成長要素
限界突破
キャラガチャで入手済みキャラを引いた場合にもらえる虹のルーン種を使うことで4回までステータスを全体的に上げることができる。キャラのレアリティによって、必要な虹のルーンの数・種類が変わる。限界突破の際に虹のルーン種の代用として使用できるメモリアルルーンも存在する。ゲーム開始時から入手している主人公とアイリスは限界突破が不可能となっている。
神気解放
過去に登場したキャラの性能を全体的に強化するシステム。解放対象キャラは月に数体追加される。神気解放後のキャラアイコンはレアリティの星が赤く表示されるようになる。解放後はソウルボードの2周目となるため、Lv.1になるが、神気解放前の同Lv時のステータスより強化されている。限界突破回数は神気解放後も維持される。スーパーショットの名前が「神気・〜」となり、効果の追加やモーションの変化などといった強化がされる。神気解放後のソウルボードでは通常のルーンの使用量が増え、ギアルーンなどの貴重なルーンが必要になる。
神気転生
神気解放されたキャラを再度、全体的に性能を上げるシステム。月に1体〜3体ずつ追加される。神気転生後はキャラクターアイコンの星の形が変化し、紫色に変化する。ソウルボードはリセットされずにLv100が維持されるが、Lvの上限が115まで上がる。転生後のキャラにはキャラ特有のスキル（転生スキル）がつく。そのスキルを習得するには限界突破1回分のスタールーンが必要である。スキルを1つ習得する度にLvが1上がる。転生スキルには「スタイル」というものが存在し、プレイスタイルに合わせて性能を変更することができるが、キャラごとに割り当てられている三種類からしか選ぶことはできない。また、キャラのlvを上げていくと様々な特典が得られ、Lv115まで強化すると隠し肩書きと転生イメチェンが得られる。転生イメチェンはキャラを2頭身にさせたマスコットのようになり、プレゼントを受け取るとキャラ設定画面で「イメチェン」という欄が出現する。
スタイル一覧
- ネットクローザー

前衛でのネットプレーがしやすくなる扱いやすいスタイル
- ベースライナー

後衛での打ち合いに特化したスタミナ削り寄りのスタイル
- オールラウンダー

どのような立ち回りをしても恩恵を受けやすいスキルが多いバランス型のスタイル
- エレメントマスター

キャラに合わせた異常状態周りの性能に全体的な底上げを行うスタイル
- SSドライバー

SS(スーパーショット)の発動をサポートすることのみに集中したスタイル
- アイテムマスター

回復アイテム取得時に様々なスキルを発動する便利なスタイル
- キング

リアル大会王者がオーダーしたキャラのみが使用可能で、王者の権能などの強力なスキルを持つスタイル
- ストームドライバー

ストームショット習得を始めとした、環境効果に関する様々な性能を発揮するスタイル
- タクティシャン

相手の動きを把握し、有利に立ち回りやすくするスキルを多く持つスタイル

### キャラタイプ
キャラにはそれぞれタイプをもっており、スイングエリアの違いや打てる球種などが異なってくる。サーブ、ストローク、テクニック、スタミナ、スピードの全5タイプが存在する。
サーブタイプ
サーブ値が高く、サーブとスマッシュが得意。サーブ時にSSゲージが増加する他、唯一フラットサーブを打つことができる。スイングエリアはサービスラインの前後ともせまい。一部のキャラは、浮いた打球を落下点より前でスマッシュできるハイジャンプのスキルを持つ。
ストロークタイプ
ストローク値が高く、スピンの打球が得意であり球速が速い。スイングエリアはサービスラインの前でせまい、後ろでふつう。一部のキャラは、一定時間タップし続けることでより速い打球を打つチャージショットのスキルを持つ。
テクニックタイプ
テクニック値が高く、スライス、ボレー、ロブが得意で、唯一ドロップショットを打つことができる。スイングエリアはサービスラインの前後ともふつう。一部のキャラは、一定時間タップし続けることで曲がりが大きいスライスと球速が早いドロップショットを打つテクニカルチャージのスキルを持つ。
スタミナタイプ
スタミナ値が高く疲れにくい。スイングエリアはサービスラインの前後ともふつう。一部のキャラは、スタミナが100%以上まで回復可能で、その時に打った打球が強化されるオーバーフローのスキルを持つ。
スピードタイプ
スピード値が高く、移動速度が速い。スタミナ減少による移動速度減少が小さく、飛びつきによるスタミナダメージも小さい。スイングエリアはサービスラインの前でふつう、後ろでせまい。一部のキャラは、動き出し時の硬直がなくなるクイックムーブのスキルを持つ。

### コート属性
キャラにはグラス、ハード、クレーのいずれかのコート属性を持つ。コート属性と一致するコートが得意コートとなり、グラス属性はクレー、ハード属性はグラス、クレー属性はハードが苦手コートとなる。:得意コートではステータスが上昇し、反対に苦手コートではステータスが下降する。一部のキャラは上記3種類のコート属性とは別に、雪、灼熱、スターなどの特別コート属性を持ち、該当する特別コートでステータスが上昇する。

## 登場人物

### 主要人物
主人公声 - 梶裕貴
本作の主人公。飛行島にあるテニスコートでテニスに励んでいる。基本的に会話は「！」や「？」などのアイコンでのみで、セリフは無い。会話部分ではプレーヤー名のほか、「君」や「おまえ」などで呼ばれることがある。
アイリス声 - 堀江由衣
本作のヒロイン。主人公のパートナー。巫女でもあり、普通の人には見えないオバケなどを見ることができる。
キャトラ声 - 堀江由衣
アイリスといつも一緒にいる人語を話す白猫。サンバイザーを被り、アイリスとお揃いのリボンを付けている。おしゃべりな性格で、他の人物に対してからかうことが多く、主にツッコミを担当することが多い。衝撃的な場面を目の当たりにした際などに発する「ぎにゃー！」という鳴き声も特徴。基本的に色々な食べ物が好きでその中でもカニカマが好物。

## コラボ企画
これまでに以下のコラボレーションを行い、キャラやギアなどを期間限定で配信している。
アイドルωキャッツ!
白猫プロジェクト、白猫テニス、魔法使いと黒猫のウィズ3タイトルのコラボ
1周年記念
- ガチャピン
- 江戸川コナン （『名探偵コナン』）
- ケロロ軍曹（『ケロロ軍曹』）
- 初音ミク
- ジバニャン （『妖怪ウォッチ』）
- ハローキティ

白猫テニスタイトル戦 グリコ杯
江崎グリコとのコラボ
W白猫大罪まつり
七つの大罪とのコラボ
Re：ゼロから始める異世界テニス
Re:ゼロから始める異世界生活とのコラボ
2周年記念
- 平沢唯 けいおん!）
- エレン・イェーガー （進撃の巨人）
- キズナアイ
- ポプ子 （ポプテピピック）

Fate/stay night [Heaven’s Feel] [Heaven’s Feel]
劇場版『Fate/stay night [Heaven’s Feel]』とのコラボ
この素晴らしい世界に祝福を!2x白猫テニス
この素晴らしい世界に祝福を!2とのコラボ
とある魔術の禁書目録Ⅲx白猫テニス
とある魔術の禁書目録Ⅲとのコラボ
銀魂x白猫テニス
銀魂とのコラボ
新テニスの王子様x白猫テニス
新テニスの王子様とのコラボ
五等分の花嫁×白猫テニス
五等分の花嫁とのコラボ
進撃の巨人×白猫テニス
進撃の巨人とのコラボ
Reゼロから始める異世界生活×白猫テニス
Re:ゼロから始める異世界生活とのコラボ
にじさんじx白猫テニス
にじさんじとのコラボ

五等分の花嫁ff×白猫テニス
五等分の花嫁ffとのコラボ
とある魔術の禁書目録Ⅲ×白猫テニス（第2弾）
とある魔術の禁書目録Ⅲとのコラボ